# Plan de Tacubaya (1857)
El plan de Tacubaya fue un pronunciamiento conservador por Manuel Silíceo, José María Revilla, Mariano Navarro, el gobernador del Distrito Federal Juan José Baz y el general conservador mexicano Félix María Zuloaga el 17 de diciembre de 1857 en El Palacio Arzobispal de Tacubaya, México, D. F., México.
Dicho trato le daba al entonces presidente de la república, Ignacio Comonfort, facultades omnímodas y planeaba principalmente derogar la Constitución de 1857.

## Antecedentes
La Constitución de 1857, jurada el 5 de febrero de 1857, tenía una ideología marcadamente liberal por lo que ciertos artículos fueron considerados contrarios a los intereses de la Iglesia católica, institución que hasta ese momento contaba con gran influencia en la opinión pública y era su principal institución financiera.
Por ello, de manera arbitraria, a toda persona que por propia convicción o por necesidad juraba dicha Constitución, quedaba inmediatamente excomulgada por la Iglesia incluyendo a aquellos que de una u otra manera eran beneficiados por la enajenación de bienes eclesiásticos mandada por dicha Carta Magna. Esto origina una pugna adicional entre la Iglesia y el Estado dividiendo a la población en dos facciones: quienes apoyaban al Estado —principalmente liberales puros y moderados—y quienes estaban en contra, de facto apoyando en cierta manera los privilegios de la Jerarquía de la Iglesia Católica, autoproclamados conservadores, herederos ideológicos de los insurgentes criollos que tan solo 36 años antes habían consumado la independencia bajo la fórmula política del Imperio.  Por tal motivo, si bien los liberales anhelaban representar las ideas en boga del liberalismo estadounidense, el estatus de héroes de la mayoría de los antiguos líderes criollos pesaba demasiado y les daba legitimidad no solo entre los criollos acaudalados, sino entre el pueblo en general.
Las leyes contenidas en la Constitución de 1857 aspiraban a ser modernas. Y desde luego, fueron parte de un proyecto nacional con un horizonte discursivo socialmente más inclusivo, y con pretensiones propias de la Modernidad Cultural y Política; ideas inspiradas (a veces extrapoladas incluso) en la Ilustración Europea—primordialmente Francesa y Británica—y en la Constitución de Estados Unidos, sin embargo, un parte del pueblo, fiel a su Iglesia católica y a la vez adoctrinado por ella,  las veían como un código sacrílego, merecedor de toda reprobación.
El 15 de noviembre de 1857 el presidente Comonfort convocó en el Palacio Arzobispal de Tacubaya al escritor y diplomático Manuel Payno, al gobernador del Distrito Federal Juan José Baz y al general Félix María Zuloaga con la intención de consultarles acerca de la viabilidad de seguir gobernando con una constitución que era impugnada por la mayor parte de la población. Esta reunión marcó el inicio de una conspiración cuyo fin era derogar la Constitución de 1857.
El 14 de diciembre de 1856 el Congreso de la República llamó a comparecer a Manuel Payno, a Juan José Baz y al ministro de Gobernación Benito Juárez García ante las sospechas levantadas por el diputado Eligio Sierra acerca de una conspiración entre el Ejecutivo contra la constitución liberal. En tal sesión, Benito Juárez afirmó que el ejecutivo estaba en toda la disposición de cumplir los acuerdos con el Congreso, a mantener el orden y progreso públicos y aseguraba que de ninguna manera se estaba gestando un golpe de Estado.

## Promulgación

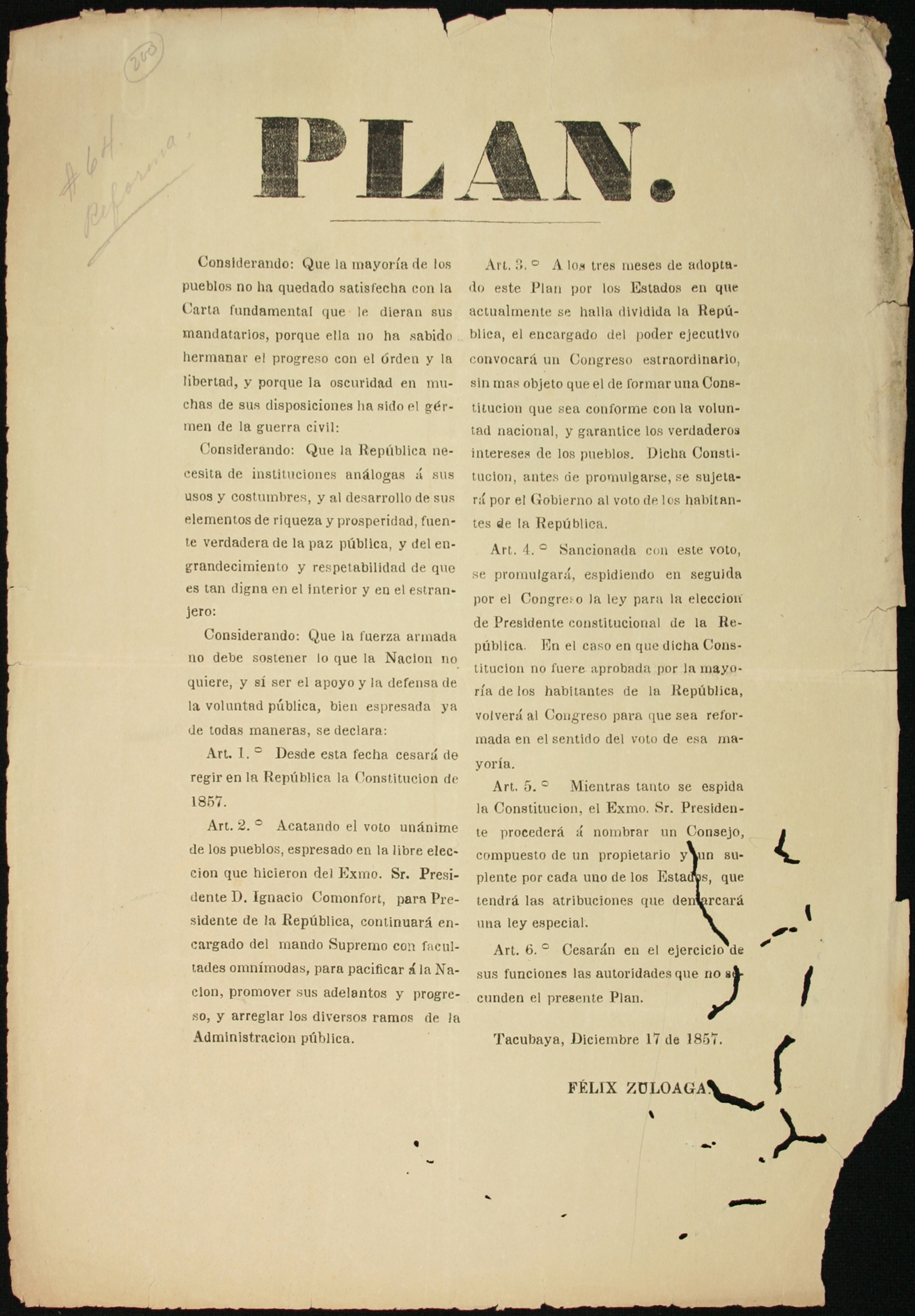
Copia del Plan de Tacubaya.

En el Palacio Arzobispal de Tacubaya, y con la presencia de Manuel Silíceo, José María Revilla, Mariano Navarro, Juan José Baz, Ignacio Comonfort y Manuel Payno, Félix María Zuloaga redactó el 17 de diciembre de 1857 el Plan de Tacubaya.
En seguida se dio a conocer la revolución, por medio de telégrafos, al resto de los estados de la República y poco después se unieron los gobiernos de Puebla, Tlaxcala, Veracruz, Estado de México, Chiapas, Tabasco y San Luis Potosí y las guarniciones militares de Cuernavaca, Tampico y Mazatlán.

Considerando que la mayoría del pueblo no quedó satisfecha con la Constitución; que el país debe regirse por leyes acordes con sus usos y costumbres; a partir de esta fecha cesa de regir la Constitución; el presidente Comonfort conserva tal carácter, pero con atribuciones omnímodas; a los tres meses el propio Presidente convocará a un Congreso constituyente para que elabore un nuevo código que será sometido a la aprobación de todos los habitantes de la República.
Telégrafo a Manuel Doblado, Ciudad de México, 17 de diciembre de 1857.

Una vez que el Plan había sido difundido, renunciaron a su cargo el ministro de Relaciones Antonio de la Fuente, el ministro de Justicia Manuel Ruiz y el Administrador de Correos Guillermo Prieto. Además fueron aprehendidos el presidente de la Suprema Corte de Justicia Benito Juárez y el presidente del Congreso Isidoro Oltivo.
La Iglesia Católica emitió una circular en la que anunciaba que aquellos que se mantuvieran fieles a la Constitución de 1857 quedarían excomulgados y que aquellos que en el pasado jurasen a Constitución pero apoyaran ahora al Plan de Tacubaya serían perdonados.

## Adhesiones al plan
Dos días después el presidente Comonfort se adhirió al documento y poco después se unieron los gobiernos de Puebla, Tlaxcala, Veracruz, Estado de México, Chiapas, Tabasco y San Luis Potosí y las guarniciones militares de Cuernavaca, Tampico y Mazatlán. El primero de enero de 1858 la guarnición militar de Mazatlán, a la sazón capital de Sinaloa y principal ciudad del noroeste de México, se adhirió al plan de Félix Zuloaga y proclamó lo que llamaron Plan de Mazatlán.
A juicio de los alzados Comonfort adoptó un sistema de vacilación que ha puesto en alarma a cuantos lo secundaron haciendo desconfiar de las promesas que hizo, por lo cual el 11 de enero de 1858 el Plan fue modificado:
"Se elimina al Excmo. Sr. Comonfort del mando supremo de la Nación y se proclama como General en Jefe del Ejército Regenerador al Sr. General don Félix Zuloaga quien está decidido a "salvar a la Patria", conservando su religión, la incoluminidad del ejército y las garantías de los mexicanos restableciendo el orden, procediendo desde luego a la organización del poder ejecutivo nombrándose un presidente interino por junta compuesta por un representante por cada Departamento, nombrada por el expresado General en Jefe".
Pronto hubo serias discusiones entre el presidente Comonfort con el gobernador Juan José Baz y el general Zuloaga lo cual provocó que en la madrugada del 11 de enero de 1858 se sublevara el ejército revolucionario para pedir la expulsión de Ignacio Comonfort del movimiento. En cuanto Comonfort supo de la sublevación en su contra se dirigió a liberar a Benito Juárez.

## Consecuencias
Juárez tuvo que verse obligado a trasladar el gobierno liberal a Guanajuato. Félix Zuloaga estableció un gobierno conservador en la capital, a través de la promulgación de las Cinco Leyes derogó las reformas liberales. De esta forma inició la guerra de Reforma. Los estados de Jalisco, Guanajuato, Querétaro, Michoacán, Nuevo León, Coahuila, Tamaulipas, Colima y Veracruz apoyaron el gobierno de Benito Juárez y la Constitución de 1857. Los estados de México, Puebla, San Luis Potosí, Chihuahua, Durango, Tabasco, Tlaxcala, Chiapas, Sonora, Sinaloa, Oaxaca y Yucatán apoyaron al gobierno conservador de Zuloaga.
Después de que el partido liberal ganara la guerra de Reforma (1858-1860), Juárez que estaba al mando de la presidencia y su gabinete agregaron a dicha Constitución las Leyes de Reforma que habían sido dictadas en Veracruz. Por causa de la guerra, la Constitución permaneció sin efecto en gran parte del país hasta enero de 1861, cuando los liberales regresaron a la capital. En 1862, a consecuencia de la Segunda Intervención Francesa en México y de la creación del Segundo Imperio Mexicano, la vigencia de la Constitución fue nuevamente interrumpida. En 1867 los liberales consiguieron la victoria, con la República restaurada la Constitución tuvo nuevamente vigencia en el país.
El 5 de febrero de 1903 en protesta contra el régimen de Porfirio Díaz un grupo de liberales colocó en el balcón de las oficinas del periódico El hijo de El Ahuizote un gran crespo negro en señal de luto y la leyenda "La Constitución ha muerto", haciendo referencia a la promulgada en 1857. Este acontecimiento fue un antecedente de la revolución armada de 1910, que derrocó a Díaz y terminaría con la promulgación de la Constitución Política de los Estados Unidos Mexicanos en 1917 durante el gobierno de Venustiano Carranza.